# Yes or Yes
Yes or Yes – szósty minialbum południowokoreańskiej grupy Twice, wydany 5 listopada 2018 roku przez JYP Entertainment i dystrybuowany przez Iriver. Płytę promował singel o tym samym tytule. Minialbum sprzedał się w nakładzie 336 479 egzemplarzy w Korei Południowej (stan na marzec 2019 r.) i 156 240 w Japonii (według Oricon). Zdobył certyfikat Platinum w kategorii albumów.
12 grudnia 2018 roku album ukazał się ponownie pod tytułem The year of "YES", zawierał dodatkowo dwa utwory, w tym główny singel „The Best Thing I Ever Did” (kor. 올해 제일 잘한 일). Repackage album sprzedał się w liczbie 199 497 egzemplarzy w Korei Południowej (stan na marzec 2019 r.)

## Lista utworów

### Yes or Yes
| CD | CD                  | CD                                         | CD                                                 | CD                                   | CD      |
| Nr | Tytuł utworu        | Tekst                                      | Kompozycja                                         | Aranżacja                            | Długość |
| -- | ------------------- | ------------------------------------------ | -------------------------------------------------- | ------------------------------------ | ------- |
| 1. | „Yes or Yes”        | Sim Eun-jee                                | David Amber, Andy Love                             | David Amber                          | 3:58    |
| 2. | „Say You Love Me”   | Sophia Pae, Secret Weapon                  | Sophia Pae, Secret Weapon                          | Secret Weapon                        | 3:33    |
| 3. | „LaLaLa”            | Jeongyeon                                  | Albi Albertsson, Akina Ingold                      | Mussashi (A. Albertsson)             | 3:06    |
| 4. | „Young & Wild”      | Chaeyoung, Kim Hyun-yoo (Flying Lab)       | Kim Petras, CJ Abraham, MkX                        | MkX                                  | 3:01    |
| 5. | „Sunset”            | Jihyo                                      | Maria Marcus, Lisa Desmond, Fast LaneSecret Weapon | Secret Weapon                        | 3:43    |
| 6. | „After Moon”        | Iggy (Oreo), C-no (Oreo), Woong Kim (Oreo) | Iggy (Oreo), C-no (Oreo), Woong Kim (Oreo)         | Woong Kim (Oreo)                     | 3:24    |
| 7. | „BDZ” (Korean ver.) | J.Y. Park "The Asiansoul"                  | J.Y. Park "The Asiansoul"                          | J.Y. Park "The Asiansoul"Lee Hae-sol | 3:16    |

### The year of "YES"
| CD | CD                                                                        | CD                                                        | CD | CD                                   | CD      |
| Nr | Tytuł utworu                                                              | Tekst                                                     | Kompozycja | Aranżacja                            | Długość |
| -- | ------------------------------------------------------------------------- | --------------------------------------------------------- | --- | ------------------------------------ | ------- |
| 1. | „The Best Thing I Ever Did” (kor. 올해 제일 잘한 일 Olhae Jeil Jalhan Il) | J.Y. Park "The Asiansoul", Park Ji-min, Jinri (Full8loom) | J.Y. Park "The Asiansoul", Park Ji-min, Jinri (Full8loom), Glory Face (영광의얼굴들) (Full8loom), Sophia Pae, Lee Woo-min "collapsedone", Justin Reinstein | J.Y. Park "The Asiansoul"            | 3:32    |
| 2. | „Be as ONE” (Korean ver.)                                                 | Lee Ha-jin, Kim Seung-soo, Choi Hyun-jun, Risa Horie      | Kim Seung-soo, Choi Hyun-jun | Kim Seung-soo, Choi Hyun-jun         | 3:49    |
| 3. | „Yes or Yes”                                                              | Sim Eun-jee                                               | David Amber, Andy Love | David Amber                          | 3:58    |
| 4. | „Say You Love Me”                                                         | Sophia Pae, Secret Weapon                                 | Sophia Pae, Secret Weapon | Secret Weapon                        | 3:33    |
| 5. | „LaLaLa”                                                                  | Jeongyeon                                                 | Albi Albertsson, Akina Ingold | Mussashi (A. Albertsson)             | 3:06    |
| 6. | „Young & Wild”                                                            | Chaeyoung, Kim Hyun-yoo (Flying Lab)                      | Kim Petras, CJ Abraham, MkX | MkX                                  | 3:01    |
| 7. | „Sunset”                                                                  | Jihyo                                                     | Maria Marcus, Lisa Desmond, Fast LaneSecret Weapon | Secret Weapon                        | 3:43    |
| 8. | „After Moon”                                                              | Iggy (Oreo), C-no (Oreo), Woong Kim (Oreo)                | Iggy (Oreo), C-no (Oreo), Woong Kim (Oreo) | Woong Kim (Oreo)                     | 3:24    |
| 9. | „BDZ” (Korean ver.)                                                       | J.Y. Park "The Asiansoul"                                 | J.Y. Park "The Asiansoul" | J.Y. Park "The Asiansoul"Lee Hae-sol | 3:16    |

## Notowania

### Yes or Yes
| Lista                     | Pozycja |
| ------------------------- | ------- |
| Gaon Weekly Album Chart   | 1       |
| Gaon Yearly Album Chart   | 15      |
| Oricon Weekly Album Chart | 1       |
| Billboard World Albums    | 7       |
| Five Music (Tajwan)       | 1       |

### The year of "YES"
| Lista                   | Pozycja |
| ----------------------- | ------- |
| Gaon Weekly Album Chart | 2       |
| Gaon Yearly Album Chart | 23      |
| Billboard World Albums  | 3       |
| Five Music (Tajwan)     | 1       |